# Marcel Perrot
Marcel Léon Jacques Perrot (Vendôme, 24 de febrero de 1879-Deauville, 16 de julio de 1969) fue un deportista francés que compitió en esgrima, especialista en la modalidad de florete. Participó en los Juegos Olímpicos de Amberes 1920, obteniendo una medalla de plata en la prueba por equipos.

## Palmarés internacional
| Juegos Olímpicos | Juegos Olímpicos  | Juegos Olímpicos | Juegos Olímpicos    |
| Año              | Lugar             | Medalla          | Prueba              |
| ---------------- | ----------------- | ---------------- | ------------------- |
| 1920             | Amberes (Bélgica) | Medalla de plata | Florete por equipos |